# 桜 (河口恭吾の曲)
「桜」（さくら）は、河口恭吾の6枚目のシングル。2003年12月10日にワーナーミュージック・ジャパンから発売された。

## 解説
2003年の第36回日本有線大賞の有線音楽賞を受賞した。ロングセールスを記録し、自己最高のヒット曲となる。元々はドラえもんがイメージキャラだったCMの曲のコンペに出すために、ドラえもんとのび太の二人の関係性をイメージして作った曲だった。

## トラック
1. 桜　（4分37秒） 
  - 作詞・作曲: 河口京吾、編曲:武藤良明
2. アスナロ　（4分00秒）
  - 作詞・作曲: 河口京吾
3. 冬の陽射し　（3分57秒）
  - 作詞・作曲: 河口京吾、編曲:武藤良明
4. 桜（ピアノ・バージョン）　（7分21秒）
  - 作詞・作曲: 河口京吾、編曲:武藤良明

## バージョン違い
- 桜 キズナver.
- 桜 '09ヴァージョン
- 桜 2011 Acoustic Ver.
- 桜（2013 ニュー・リマスター）
- 桜（ラジオ・エディット）
- 桜（2024）

## カバー
桜
- 武田雅治（Skoop On Somebody） - 「恋歌〜THE LATEST J-LOVE BALLAD HITS COLLECTION〜」（2006年9月20日）
- SISTER KAYA - 「桜〜Complete Japanesque Reggae〜」（2007年3月5日）
- キンモクセイ - 「さくら」（2007年3月21日）
- Saori@destiny - sakura（2008年3月26日）
- Tiara - 「Tears」（2011年2月16日）
- 中孝介 feat. 河口 恭吾 - 「ベストカバーズ～もっと日本。～」（2013年7月31日）
- 城南海 - カバーアルバム『サクラナガシ』（2015年1月21日）、編曲：ただすけ。
- 佐々木真央 - ミニアルバム『佐々木真央』（2015年3月25日）
- 豊永利行 - アコースティックカバーアルバム『T's』（2017年3月1日）